# Saint-Bômer-les-Forges
Pour l’article homonyme, voir Saint-Bomer.
 (novembre 2011).
Si vous disposez d'ouvrages ou d'articles de référence ou si vous connaissez des sites web de qualité traitant du thème abordé ici, merci de compléter l'article en donnant les références utiles à sa vérifiabilité et en les liant à la section « Notes et références ».
Saint-Bômer-les-Forges est une commune française, située dans le département de l'Orne en région Normandie, peuplée de 1 023 habitants.

## Géographie
Ce bourg du Passais est situé à proximité de la route départementale reliant Flers à Domfront. Sa population autrefois essentiellement agricole travaille maintenant souvent dans l'une ou l'autre de ces villes.

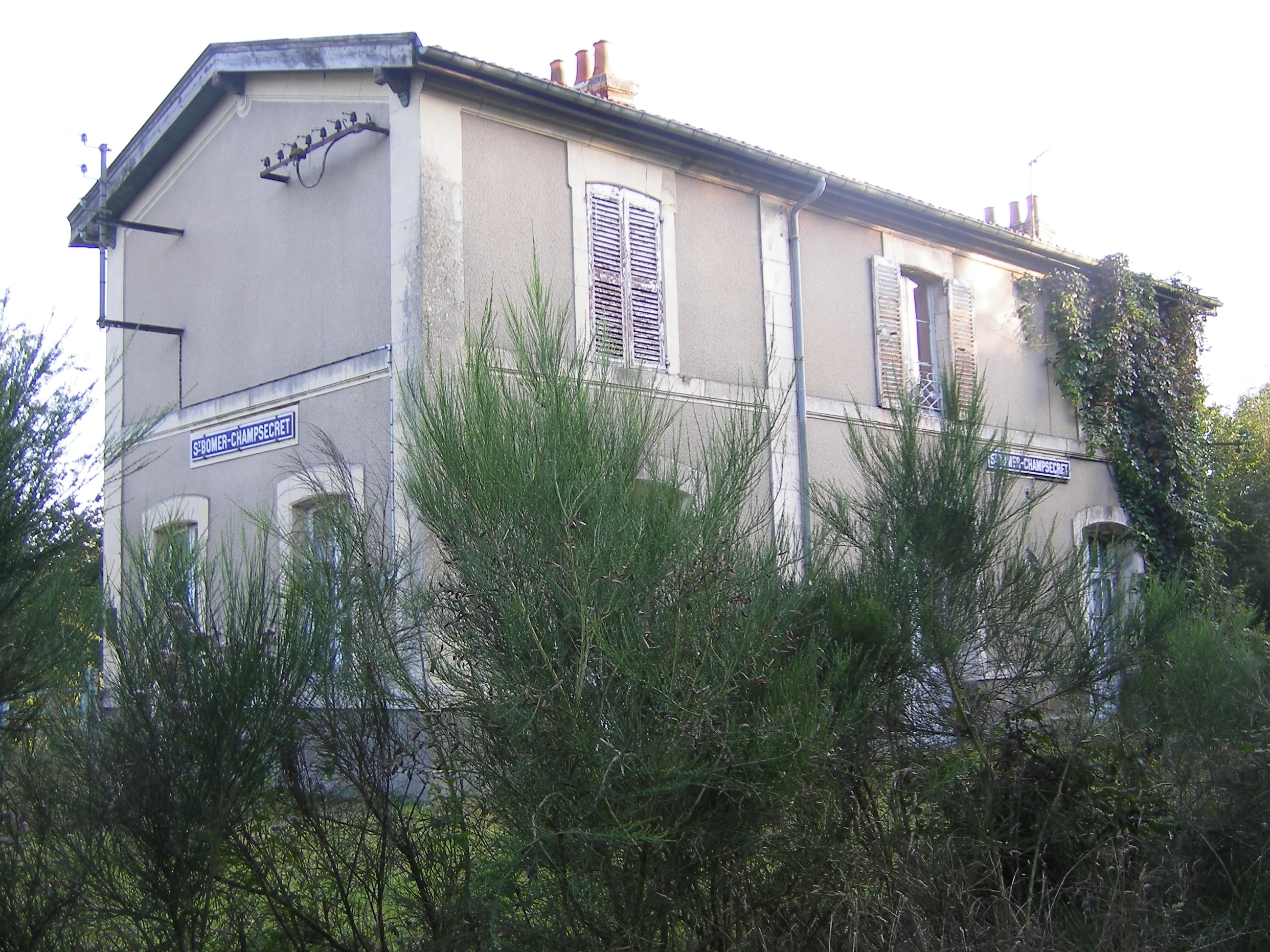
La gare de Saint-Bômer - Champsecret.

La commune est située sur l'ancienne ligne Caen - Laval de chemin de fer.
Son territoire est essentiellement couvert par des terres agricoles dans un paysage bocager à maillage lâche. De nombreux talus ont été arasés pour agrandir les parcelles agricoles ; en particulier lors des opérations de remembrement. Néanmoins un réseau de chemins creux a été préservé.
Pour donner une idée de l'altitude de la commune, on a tradition de dire que le haut de l'église Saint-Julien de Domfront arrive à la hauteur de la deuxième marche du perron de l'église de Saint-Bômer.
| Tinchebray-Bocage (comm. dél. de Larchamp), Lonlay-l'Abbaye | Saint-Clair-de-Halouze                       | Le Châtellier     |
| Lonlay-l'Abbaye                                             | Saint-Bômer-les-Forges                       | Banvou, Dompierre |
| Domfront en Poiraie (comm. dél. de La Haute-Chapelle)       | Domfront en Poiraie (comm. dél. de Domfront) | Champsecret       |

### Hydrographie
La commune est située dans le bassin Loire-Bretagne. Elle est drainée par la Varenne, la Halouze et divers autres petits cours d'eau,.
La Varenne, d'une longueur de 60 km, prend sa source dans la commune de Messei, à une altitude de 239 mètres, près du hameau de la Bédellerie, et se jette  dans la Mayenne à Ambrières-les-Vallées à une altitude de 94 mètres, après avoir traversé 17 communes. Les caractéristiques hydrologiques du Loison sont données par la station hydrologique située sur la commune de Domfront en Poiraie. Le débit moyen mensuel est de 2,85 m3/s. Le débit moyen journalier maximum est de 51,4 m3/s, atteint lors de la crue du 26 janvier 1995. Le débit instantané maximal est quant à lui de 73,9 m3/s, atteint le 25 octobre 1998.

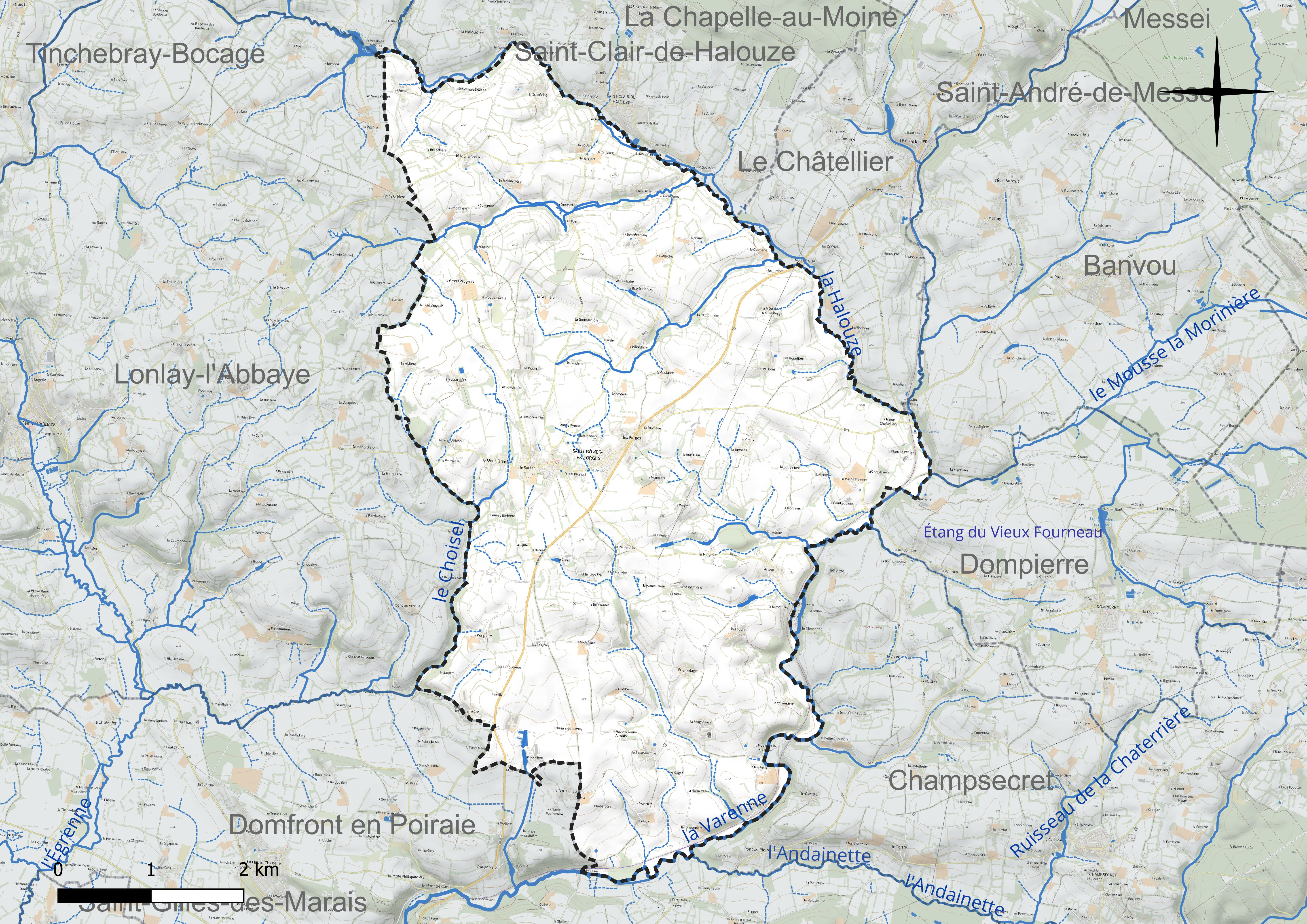
Réseau hydrographique de Saint-Bômer-les-Forges.

La Halouze, d'une longueur de 15 km, prend sa source dans la commune de Tinchebray-Bocage et se jette  dans la Varenne sur la commune, après avoir traversé six communes. 

### Climat
Le climat qui caractérise la commune est qualifié, en 2010, de « climat océanique franc », selon la typologie des climats de la France qui compte alors huit grands types de climats en métropole. En 2020, la commune ressort du type « climat océanique » dans la classification établie par Météo-France, qui ne compte désormais, en première approche, que cinq grands types de climats en métropole. Ce type de climat se traduit par des températures douces et une pluviométrie relativement abondante (en liaison avec les perturbations venant de l'Atlantique), répartie tout au long de l'année avec un léger maximum d'octobre à février.
Les paramètres climatiques qui ont permis d’établir la typologie de 2010 comportent six variables pour les températures et huit pour les précipitations, dont les valeurs correspondent à la normale 1971-2000. Les sept principales variables caractérisant la commune sont présentées dans l'encadré ci-après.
| Paramètres climatiques communaux sur la période 1971-2000 - Moyenne annuelle de température : 10,2 °C - Nombre de jours avec une température inférieure à −5 °C : 2,8 j - Nombre de jours avec une température supérieure à 30 °C : 1,8 j - Amplitude thermique annuelle : 13,1 °C - Cumuls annuels de précipitation : 984 mm - Nombre de jours de précipitation en janvier : 13,8 j - Nombre de jours de précipitation en juillet : 8,2 j |

Avec le changement climatique, ces variables ont évolué. Une étude réalisée en 2014 par la Direction générale de l'Énergie et du Climat complétée par des études régionales prévoit en effet que la  température moyenne devrait croître et la pluviométrie moyenne baisser, avec toutefois de fortes variations régionales. La station météorologique de Météo-France installée sur la commune et mise en service en 1997 permet de connaître en continu l'évolution des indicateurs météorologiques. Le tableau détaillé pour la période 1981-2010 est présenté ci-après.
| Mois                                  | jan.           | fév.           | mars          | avril         | mai           | juin          | jui.          | août          | sep.          | oct.          | nov.          | déc.           | année     |
| ------------------------------------- | -------------- | -------------- | ------------- | ------------- | ------------- | ------------- | ------------- | ------------- | ------------- | ------------- | ------------- | -------------- | --------- |
| Température minimale moyenne (°C)     | 1,3            | 1,7            | 3             | 4,5           | 8,2           | 10,6          | 12,1          | 12,2          | 9,7           | 7,8           | 4,3           | 1,5            | 6,4       |
| Température moyenne (°C)              | 4              | 5,1            | 7,2           | 9,5           | 13,2          | 16            | 17,4          | 17,6          | 15            | 11,6          | 7,4           | 4,2            | 10,7      |
| Température maximale moyenne (°C)     | 6,8            | 8,5            | 11,4          | 14,5          | 18,1          | 21,4          | 22,7          | 23            | 20,2          | 15,4          | 10,4          | 7              | 15        |
| Record de froid (°C) date du record   | −13 02.01.1997 | −10,7 14.02.10 | −8,3 01.03.05 | −5 11.04.03   | −2 06.05.19   | 1,3 04.06.01  | 4 12.07.00    | 3,5 31.08.03  | 1,5 20.09.12  | −4 30.10.1997 | −7 22.11.1998 | −11,6 29.12.05 | −13 1997  |
| Record de chaleur (°C) date du record | 15,1 27.01.03  | 21,1 27.02.19  | 24,1 30.03.21 | 28,2 20.04.18 | 29,8 27.05.05 | 36,1 29.06.19 | 37,3 23.07.19 | 38,4 10.08.03 | 33,4 14.09.20 | 28 02.10.11   | 20,5 01.11.15 | 15 07.12.00    | 38,4 2003 |
| Précipitations (mm)                   | 109            | 89,6           | 85,8          | 69,6          | 81,5          | 58,7          | 78,4          | 72,1          | 76,6          | 125,6         | 116,9         | 135,8          | 1 099,6   |

## Urbanisme

### Typologie
Au 1er janvier 2024, Saint-Bômer-les-Forges est catégorisée commune rurale à habitat dispersé, selon la nouvelle grille communale de densité à sept niveaux définie par l'Insee en 2022.
Elle est située hors unité urbaine. Par ailleurs la commune fait partie de l'aire d'attraction de Flers, dont elle est une commune de la couronne,. Cette aire, qui regroupe 38 communes, est catégorisée dans les aires de 50 000 à moins de 200 000 habitants,.

### Occupation des sols
L'occupation des sols de la commune, telle qu'elle ressort de la base de données européenne d’occupation biophysique des sols Corine Land Cover (CLC), est marquée par l'importance des territoires agricoles (98,2 % en 2018), une proportion sensiblement équivalente à celle de 1990 (98,5 %). La répartition détaillée en 2018 est la suivante : 
prairies (55 %), terres arables (40,2 %), zones agricoles hétérogènes (3,1 %), zones urbanisées (1,4 %), forêts (0,4 %). L'évolution de l’occupation des sols de la commune et de ses infrastructures peut être observée sur les différentes représentations cartographiques du territoire : la carte de Cassini (XVIIIe siècle), la carte d'état-major (1820-1866) et les cartes ou photos aériennes de l'IGN pour la période actuelle (1950 à aujourd'hui).

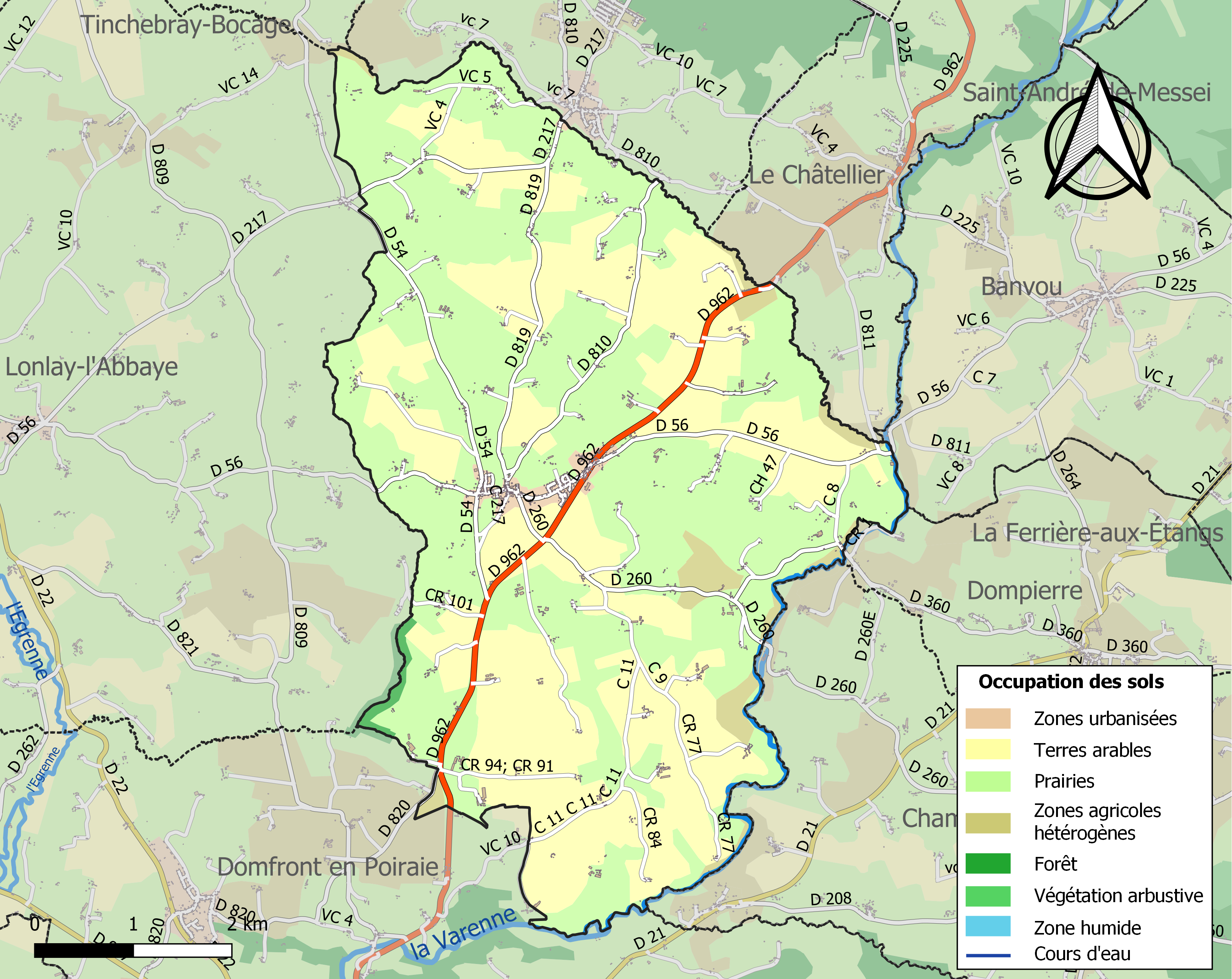
Carte des infrastructures et de l'occupation des sols de la commune en 2018 (CLC).

## Toponymie
La paroisse est mentionnée en 1199 comme ecclesia Sancti Bomari.
Albert Dauzat, Charles Rostaing et Ernest Nègre rapprochent ce saint éponyme de Saint-Bomer en Eure-et-Loir pour des raisons phonétiques, historiques et géographiques, attesté sous les formes Baomirus en 1130 et Botmeius vers 1140.
Cependant, pour les premiers il s'agit de Baomadus, diacre dans le Perche au IVe siècle et pour le second de Bomer, ermite du Maine, ou Baldomerus, ce qui est plus conforme aux formes anciennes. Ces deux anthroponymes sont d'origine germanique.
La confusion entre ces deux anthroponymes a dû être facilitée par l'évolution phonétique de Baomadus en *Bomé en ancien français et de Baldomerus en Bomer, jadis prononcé « Bomé ».
On retrouve parmi les saints vénérés particulièrement dans le diocèse du Mans, ces noms sous les formes Bohemad et Bommer.
Quant à la deuxième partie du toponyme, les-Forges, la toponymie locale porte la trace d'une activité métallurgique foisonnante, comme pour La Selle-la-Forge.
Le gentilé est Bohamadien.

## Histoire

### Préhistoire

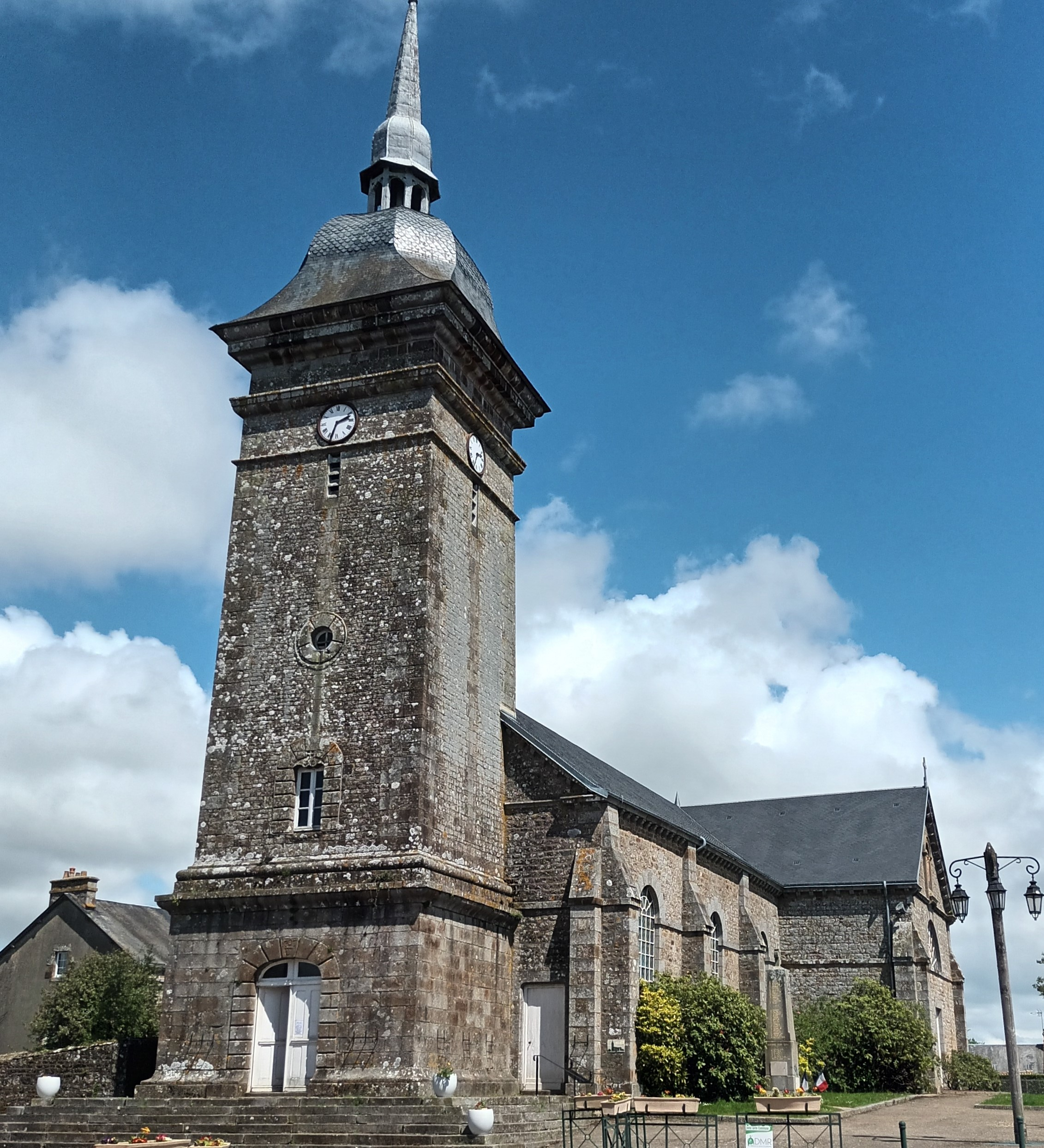
D'après Dom Piolin, l'église est construite sur le lieu du monastère de saint Bohamad du sixième siècle.

La commune de Saint-Bômer-les-Forges possède deux dolmens, l'un est situé au village du Creux et le second dans les bois de la Maigraire.

### Moyen Âge

#### Haut Moyen Âge
La légende de saint Bômer présente plusieurs traits communs avec celle de Baudemagu roi de Gorre, chevalier de la Table Ronde au royaume de Gorre, gardien des marches.

## Politique et administration

### Administration municipale
| Période    | Période    | Identité                       | Étiquette               | Qualité                                            |
| ---------- | ---------- | ------------------------------ | ----------------------- | -------------------------------------------------- |
| 1919       | 1944       | Georges Henri Roulleaux-Dugage | Fédération républicaine | Député, remplacé par le comité local de libération |
| 1945       | mars 1959  | Maurice Duval                  | SE                      | Agriculteur                                        |
| mars 1959  | mars 1977  | Eugène Margerie                | SE                      | Agriculteur                                        |
| avril 1979 | avril 1986 | Marcel Jouin                   | SE                      | Artisan couvreur                                   |
| avril 1986 | mars 2001  | Marcel Poussier                | SE                      | Agriculteur                                        |
| mars 2001  | mars 2008  | Jean-Luc Belot                 |                         | Fonctionnaire                                      |
| mars 2008  | En cours   | Marcel Brionne                 | SE                      | Agriculteur retraité                               |

Le conseil municipal est composé de quinze membres dont le maire et quatre adjoints.

## Démographie
L'évolution du nombre d'habitants est connue à travers les recensements de la population effectués dans la commune depuis 1793. Pour les communes de moins de 10 000 habitants, une enquête de recensement portant sur toute la population est réalisée tous les cinq ans, les populations de référence des années intermédiaires étant quant à elles estimées par interpolation ou extrapolation. Pour la commune, le premier recensement exhaustif entrant dans le cadre du nouveau dispositif a été réalisé en 2004.
En 2022, la commune comptait 1 023 habitants, en évolution de −2,29 % par rapport à 2016 (Orne : −3,21 %, France hors Mayotte : +2,11 %).
Saint-Bômer-les-Forges a compté jusqu'à 2 058 habitants en 1841.
| 1793  | 1800  | 1806  | 1821  | 1831  | 1836  | 1841  | 1846  | 1851  |
| ----- | ----- | ----- | ----- | ----- | ----- | ----- | ----- | ----- |
| 1 740 | 1 748 | 1 457 | 1 935 | 1 992 | 1 987 | 2 058 | 2 007 | 2 013 |

| 1856  | 1861  | 1866  | 1872  | 1876  | 1881  | 1886  | 1891  | 1896  |
| ----- | ----- | ----- | ----- | ----- | ----- | ----- | ----- | ----- |
| 1 982 | 1 977 | 1 887 | 1 815 | 1 726 | 1 589 | 1 561 | 1 548 | 1 493 |

| 1901  | 1906  | 1911  | 1921  | 1926  | 1931  | 1936  | 1946  | 1954  |
| ----- | ----- | ----- | ----- | ----- | ----- | ----- | ----- | ----- |
| 1 442 | 1 364 | 1 353 | 1 236 | 1 273 | 1 240 | 1 242 | 1 150 | 1 150 |

| 1962  | 1968  | 1975 | 1982 | 1990 | 1999 | 2004 | 2006 | 2009  |
| ----- | ----- | ---- | ---- | ---- | ---- | ---- | ---- | ----- |
| 1 123 | 1 075 | 968  | 983  | 875  | 854  | 954  | 977  | 1 040 |

| 2014  | 2019  | 2022  | - | - | - | - | - | - |
| ----- | ----- | ----- | - | - | - | - | - | - |
| 1 033 | 1 026 | 1 023 | - | - | - | - | - | - |

## Lieux et monuments
- Manoir de la Bérardière.

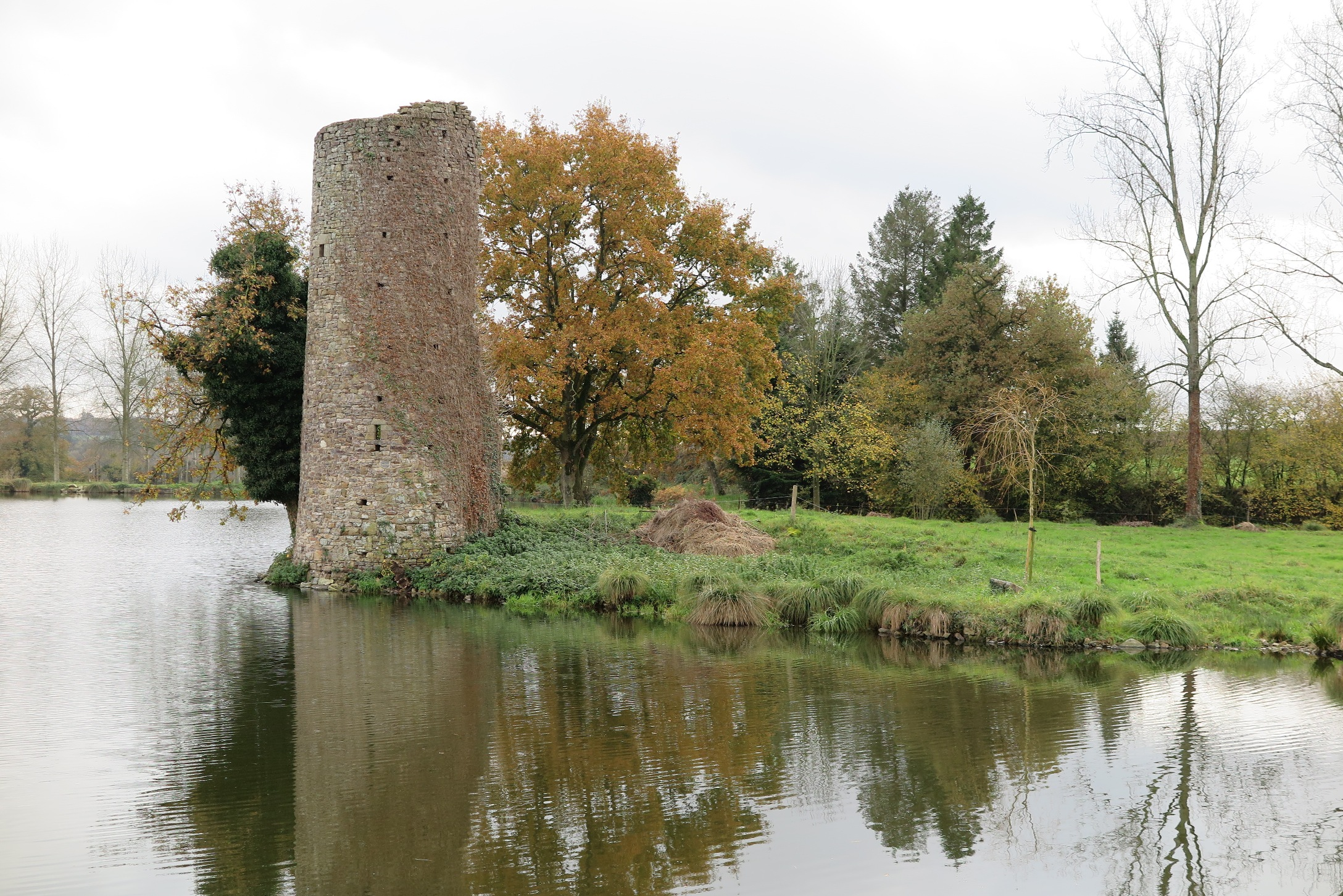
Ruine du donjon de Jumilly.

- Manoir de la Nocherie du XVIe siècle flanqué sur sa façade méridionale d'une tourelle à usage d'escalier[32]. Il se dit que Guillaume Talvas de Bellême y aurait massacré toute une partie de sa famille[réf. nécessaire].

Près du logis, situé à 3 km au sud-est, à l'extrémité d'un promontoire dominant de 50 m la rivière de la Varenne, restes d'une motte fossoyée. Le fief, cité en 1346, obligeait son détenteur à transporter, une fois dans la vie de chaque vassal, le bois nécessaire à l'entretien du pont du château de Domfront et d'assurer 40 jours de garde à la « poterne de la Vie »,.
- Manoir de la Maigraire (deux sites).
- Manoir de la Gélinère.
- Manoir de Montpatry.
- Château de Jumilly.
- Un site mégalithique classé au titre des monuments historiques[34] : les dolmens du Creux et de la Mégraire.
- Église dédiée à saint Bômer.

## Personnalités liées à la commune
- François Moreau, docteur ès lettres, linguiste, claveciniste et organiste, château de la Maigraire[réf. nécessaire].
- Jean-Henry Roussel de la Bérardière (1727-1801 à Saint-Bômer-les-Forges), professeur de droit à l'université de Caen et à l'université de Mantoue,
- Henri-François-Anne de Roussel (1747 à Saint-Bômer-les-Forges-1812), professeur de médecine à l'université de Caen, médecin et naturaliste.
- François André Pellier de la Roirie (1777- 1865) donateur de la commune.
- Georges Henri Roulleaux-Dugage (1881-1952 à Saint-Bômer-les-Forges), député de l'Orne de 1930 à 1942.